# Hormisdas (nombre)
Hormisdas es un nombre propio masculino de origen persa en su variante en español. Procede del persa antiguo Ormusd, «el gran señor sabio», un sobrenombre de Ahura Mazda, el dios zoroastriano. En Occidente es conocido sobre todo gracias al papa Hormisdas.

## Santoral
6 de agosto: San Hormisdas, papa.

## Variantes
| Variantes en otras lenguas | Variantes en otras lenguas |
| -------------------------- | -------------------------- |
| Español                    | Hormisdas                  |
| Alemán                     | Hormisdas                  |
| Búlgaro                    | Хормисд (Hormisd)          |
| Catalán                    | Hormisdes                  |
| Checo                      | Hormisdas                  |
| Croata                     | Hormizda                   |
| Esperanto                  | Hormisdaso                 |
| Finlandés                  | Hormisdas                  |
| Francés                    | Hormisdas                  |
| Georgiano                  | ჰორმიზდასი (Hormizdasi)    |
| Griego                     | Ορμίσδας (Ormísdas)        |
| Holandés                   | Hormisdas                  |
| Húngaro                    | Hormiszdasz                |
| Inglés                     | Hormisdas                  |
| Italiano                   | Ormisda                    |
| Latín                      | Hormisdas                  |
| Letón                      | Hormisds                   |
| Polaco                     | Hormizdas                  |
| Portugués                  | Hormisdas                  |
| Rumano                     | Hormisdas                  |
| Ruso                       | Гормизд (Gormizd)          |
| Serbio                     | Хормизд (Hormizd)          |
| Sueco                      | Hormisdas                  |
| Ucraniano                  | Гормізд (Gormizd)          |